# グランジ・ファッション

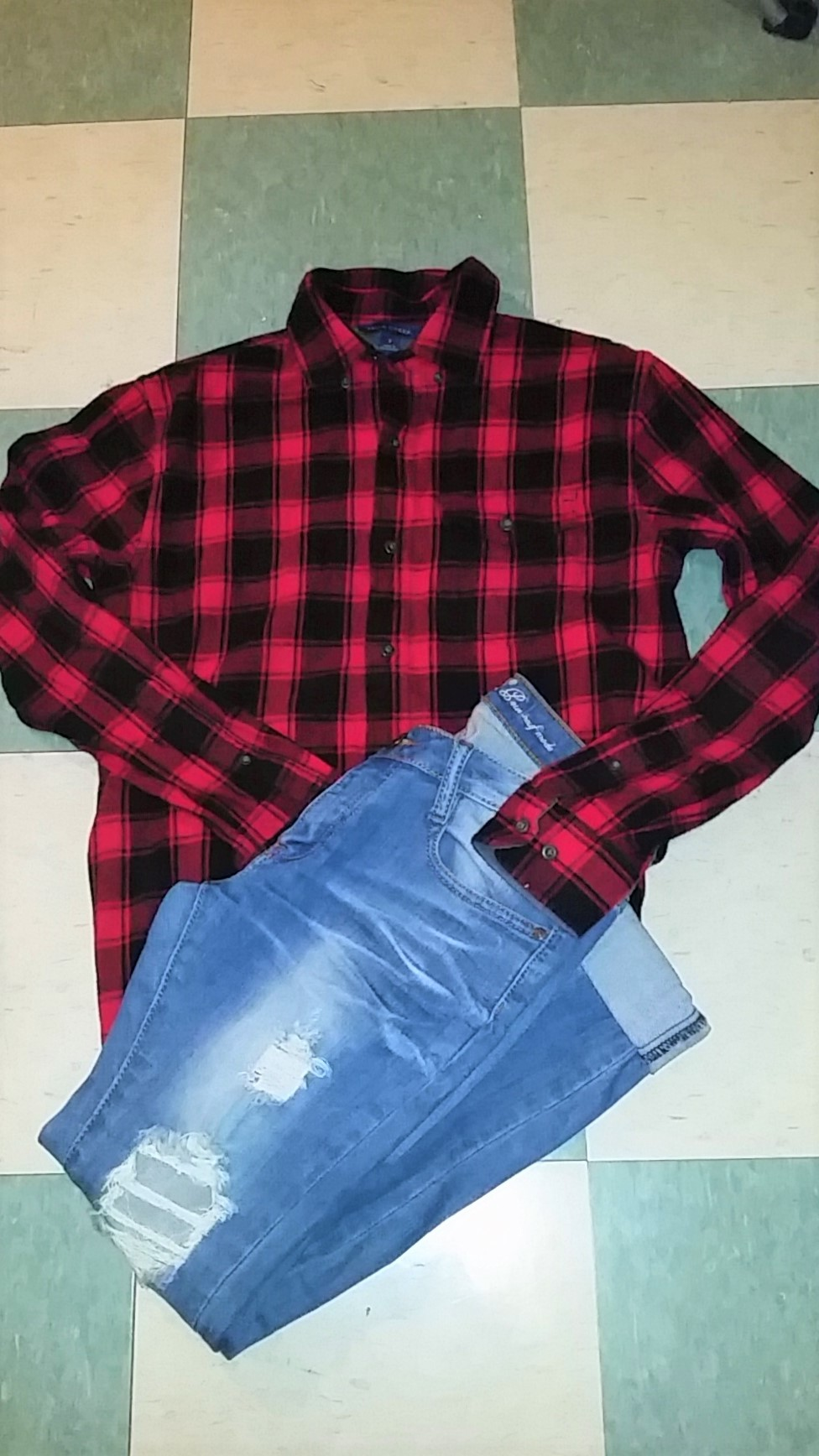
グランジ・ファッション

グランジ・ファッション(grunge fashion)とは1990年代前半に流行したグランジ・ロックから派生したファッション。

## 概要
1993年当時のアメリカの普段着から発生したもので、カート・コバーンらのしていたファッションが手本とされる。
代表的なものは着古して擦り切れたネルシャツ（棉でできたフランネル地のシャツ）やカーディガン、穴の開いたジーンズやスニーカーである。もともとは金のなかった人間が着ていたものである。
1990年代に登場したケイト・モスがグランジ・ファッションの申し子的な扱いを受け人気を得た事も流行の要因の一つである。

## 有名なデザイナー
グランジ・ファッションで最初に有名になったのはマーク・ジェイコブスであり、1992年にペリー・エリスのクリエティブ・ディレクターに就任してからは、グランジにインスパイアされたアイテムを発表している。
2010年代はサン・ローラン・パリやドリス・ヴァン・ノッテンがショーの中でグランジ・ファッションの影響を受けた作品を発表している。
グランジ・ファッションを取り入れた有名なデザイナーとしてエディ・スリマン、ラフ・シモンズ、マイク・アミリ、日本では宮下貴裕が挙げられる。

## リンク
- Grunge Fashion: The History Of Grunge & 90s Fashion
- Carla Vadan: Grunge's Influence on Fashion
- Lil Skies: グランジのようなファッション